# Bozena (opérette)
 (janvier 2025).
Si vous disposez d'ouvrages ou d'articles de référence ou si vous connaissez des sites web de qualité traitant du thème abordé ici, merci de compléter l'article en donnant les références utiles à sa vérifiabilité et en les liant à la section « Notes et références ».
Bozena est une opérette en trois actes d'Oscar Straus sur un livret d'Alfred Grünwald et Julius Brammer.

## Synopsis

### Premier acte
Une place de village de Slovaquie vers 1880
Les garçons et les filles s'amusent dans l'insouciance lors de la kermesse. Soudain apparaît Karel Foltyn qui vient de finir son service militaire et veut épouser Cilka. Elle lui avait promis avant de partir. Mais Jan Burian, le garde forestier au service du comte, veut aussi sa main.
Parmi la foule en fête, il y a Kouleda, un riche paysan, bien qu'il n'ait pas trop l'esprit pour. Auparavant il était avec ses fils Nepomuk et Svatopluk chez Bozena, une grande propriétaire terrienne, pour que l'un d'eux épouse sa fille, Cilka. Mais il le leur refuse, ce que Kouleda cherche à se venger. Le hobereau approche Karel Foltynet et le convainc. Il doit simplement faire des menaces.
Lorsque Bozena arrive avec la femme de chambre Liduschka, le plan de Kouleda semble en place. Karel invite Bozena à danser. Mais plus ils dansent ensemble, plus Karel éprouve de sentiments pour Bozena. Il oublie sa mission.

### Deuxième acte
Une chambre de la maison de Bozena
Tard dans la soirée, Bozena reçoit un visiteur. Il s'agit de son frère Stojan. Il avait disparu quinze auparavant pour déserter. Il lui explique que son supérieur en voulait à sa fiancée. Dans sa rage, il le frappa et passa la frontière.
Soudain on entend du bruit. Karel est venu avec quelques amis pour jouer une sérénade à sa bien-aimée. Quand la musique cesse, il entre dans la chambre. Lorsqu'il voit Stojan qu'il ne connaît pas, il pense qu'il est son fiancé. Furieux, il quitte la maison.
Changement de tableau : Le jardin devant la maison de Bozena
Koudjela et le maire reprochent à Bozena une mauvaise vie. La discussion s'échauffe lorsque les anciens du village s'en mêlent. Mais Karel intervient et défend Bozena. Toutefois elle lui demande une explication. Une deuxième fois, Karel se détourne d'elle.

### Troisième acte
La place du village
Trois semaines plus tard. Les jeunes fiancés Cilka et Karel se montrent hésitants lorsqu'ils se présentent à l'autel. Karel pense à Bozena tandis que le cœur de Cillka bat pour Jan Burian. Quand Bozena et Stojan arrivent dans la place, ils sont copieusement insultés. Stojan révèle qui il est et son secret. L'Empereur l'a gracié, il est donc libre. Karel reçoit une pierre dans le cœur. Cilka court vers sa mère. À la fin, on a deux couples heureux.

## Source, notes et références
- (de) Cet article est partiellement ou en totalité issu de l’article de Wikipédia en allemand intitulé « Bozena (Operette) » (voir la liste des auteurs).